# Mr. Monk and the Blue Flu
Mr. Monk and the Blue Flu è il terzo romanzo dello scrittore Lee Goldberg basato sulla serie televisiva Detective Monk. Come i precedenti due libri, il racconto è narrato da Natalie Teeger, l'assistente di Adrian. Il romanzo è stato pubblicato il 2 gennaio 2007.

## Personaggi

### Personaggi della serie televisiva
- Adrian Monk: il detective protagonista della serie, interpretato nella serie da Tony Shalhoub
- Natalie Teeger: assistente di Adrian e narratrice del romanza, interpretata nella serie da Traylor Howard
- Leland Stottlemeyer: capitano della polizia di San Francisco, interpretato nella serie da Ted Levine
- Randy Disher, tenente della polizia, assistente di Stottlemeyer, interpretato nella serie da Jason Gray-Stanford
- Charles Kroger, psichiatra che ha in cura Monk, interpretato nella serie da Stanley Kamel
- Dale Biederbeck, uno dei più grandi nemici di Adrian, interpretato nella serie da tre attori diversi: Adam Arkin, Tim Curry e Ray Porter

### Personaggi del romanzo
- Susan Curtis, agente donna responsabile delle mansioni esecutive della divisione Omicidi.